# Fede Vico
Federico Vico Villegas (Córdoba, 4 de julio de 1994), conocido como Fede Vico, es un futbolista español. Juega de centrocampista en la U. D. Ibiza de la Primera Federación.

## Trayectoria

### Córdoba C. F.
Con tan solo 16 años y de la mano de Lucas Alcaraz, el 23 de enero de 2011, debutó con el primer equipo del Córdoba Club de Fútbol contra el Girona Fútbol Club, en un partido de la Segunda División de España y que acabó 1-1.
Fue el segundo jugador más joven en debutar con el primer equipo del Córdoba Club de Fútbol, semanas después Villegas debutó con el Córdoba Club de Fútbol "B", ya que Alcaraz lo llamó siendo jugador del Juvenil del Córdoba.
En la temporada 2011-12 se convirtió en un habitual de las convocatorias de Paco Jémez, pero seguía teniendo contrato con el filial blanquiverde. Esa campaña Fede se hizo con la titularidad y fue una pieza clave para disputar los play-offs de ascenso a la Primera División de España, aunque finalmente, el Córdoba Club de Fútbol fue eliminado por el Real Valladolid Club de Fútbol.
En diciembre de 2012, a mediados de la temporada 2012-13, ya era la estrella del Córdoba Club de Fútbol y su trabajo fue recompensado con un contrato que lo convirtió en el jugador de la plantilla mejor pagado. Tras cuajar una gran temporada, el Royal Sporting Club Anderlecht se hizo con sus servicios al final de la misma.

### Bélgica
El 14 de junio de 2013 el Córdoba Club de Fútbol confirmó su traspaso al Royal Sporting Club Anderlecht y al día siguiente ya posaba con la camiseta del equipo de Bélgica.
El primer título oficial llegó el 21 de julio después de que su equipo le ganara al K. R. C. Genk la Supercopa de Bélgica. No disputó el partido por estar convocado con la selección de fútbol sub-19 de España. No llegó a debutar con el club de Bruselas, debido a que el 31 de enero de 2014 fue cedido al K. V. Oostende de la Pro League por el resto de la temporada.

### Vuelta al Córdoba C. F.
En verano de 2014 volvió a su equipo después de la cesión. El 1 de septiembre llegó cedido al Córdoba C. F., ese año en primera, el club de su debut y el club de sus amores.

### Albacete y Lugo
El 31 de enero de 2016 fue cedido de nuevo, esta vez al Albacete Balompié. Al finalizar la temporada quedó sin equipo hasta el 8 de diciembre, cuando fichó por el C. D. Lugo.

### Granada y Leganés
El 5 de julio de 2018 firmó por dos temporadas con el Club Deportivo Leganés. Cuatro días después de firmar el Granada Club de Fútbol anunció su cesión por una temporada con opción de compra. El ascenso del conjunto nazarí implicó que se activara la opción de compra obligatoria a cambio de 250 mil euros.
En agosto de 2021 puso fin a su etapa en Granada y regresó al conjunto pepinero firmando por dos años con opción a un tercero. La primera de estas temporadas terminó para él en noviembre, ya que sufrió una lesión de ligamento cruzado anterior en un partido ante el Real Zaragoza y en enero se le dio la baja federativa.

### Grecia, Alcorcón, Elda e Ibiza
El 1 de septiembre de 2023 firmó con el Asteras Tripolis por dos temporadas. Sin embargo, tras haber jugado únicamente un partido en cuatro meses, en parte debido a una lesión, rescindió su contrato antes de acabar el año. Entonces volvió a España y el 15 de enero se unió a la A. D. Alcorcón. Allí disputó dieciséis encuentros, en los que marcó un solo gol, y la siguiente campaña estuvo sin equipo hasta que en enero fichó por el C. D. Eldense. Seis meses después se incorporó a la U. D. Ibiza.

## Selección española
Ha disputado partidos oficiales con las categorías inferiores de la selección de fútbol de España: con la sub-16, la sub-17, la sub-18, la sub-19 y la sub-20. Su debut vistiendo la camiseta de La Roja tuvo lugar el 26 de marzo de 2011, donde la selección sub-17 venció por 3-1 al combinado belga, con goles de Moi Gómez, Deulofeu y Fede Vico, quien anotó el último gol del partido en el minuto 80.

## Estadísticas
Actualizado al último partido disputado el 1 de junio de 2025.
| Club                       | Div.          | Temporada     | Liga  | Liga  | Copas nacionales | Copas nacionales | Copas internacionales | Copas internacionales | Total | Total |
| Club                       | Div.          | Temporada     | Part. | Goles | Part.            | Goles            | Part.                 | Goles                 | Part. | Goles |
| -------------------------- | ------------- | ------------- | ----- | ----- | ---------------- | ---------------- | --------------------- | --------------------- | ----- | ----- |
| Córdoba C. F. · España     | 2.ª           | 2010-11       | 1     | 0     | 0                | 0                | —                     | —                     | 1     | 0     |
| Córdoba C. F. · España     | 2.ª           | 2011-12       | 26    | 2     | 3                | 0                | —                     | —                     | 29    | 2     |
| Córdoba C. F. · España     | 2.ª           | 2012-13       | 33    | 6     | 6                | 0                | —                     | —                     | 39    | 6     |
| K. V. Oostende · Bélgica   | 1.ª           | 2013-14       | 10    | 1     | 0                | 0                | —                     | —                     | 10    | 1     |
| K. V. Oostende · Bélgica   | Total club    | Total club    | 10    | 1     | 0                | 0                | 0                     | 0                     | 10    | 1     |
| Córdoba C. F. · España     | 1.ª           | 2014-15       | 20    | 0     | 2                | 0                | —                     | —                     | 22    | 0     |
| Córdoba C. F. · España     | Total club    | Total club    | 80    | 8     | 11               | 0                | 0                     | 0                     | 91    | 8     |
| Albacete Balompié · España | 2.ª           | 2015-16       | 13    | 1     | —                | —                | —                     | —                     | 13    | 1     |
| Albacete Balompié · España | Total club    | Total club    | 13    | 1     | 0                | 0                | 0                     | 0                     | 13    | 1     |
| C. D. Lugo · España        | 2.ª           | 2016-17       | 23    | 1     | —                | —                | —                     | —                     | 23    | 1     |
| C. D. Lugo · España        | 2.ª           | 2017-18       | 35    | 3     | 1                | 0                | —                     | —                     | 36    | 3     |
| C. D. Lugo · España        | Total club    | Total club    | 58    | 4     | 1                | 0                | 0                     | 0                     | 59    | 4     |
| Granada C. F. · España     | 2.ª           | 2018-19       | 39    | 5     | 1                | 0                | —                     | —                     | 40    | 5     |
| Granada C. F. · España     | 1.ª           | 2019-20       | 18    | 2     | 1                | 0                | —                     | —                     | 19    | 2     |
| Granada C. F. · España     | 1.ª           | 2020-21       | 20    | 0     | 4                | 3                | 1                     | 0                     | 25    | 3     |
| Granada C. F. · España     | Total club    | Total club    | 77    | 7     | 6                | 3                | 1                     | 0                     | 84    | 10    |
| C. D. Leganés · España     | 2.ª           | 2021-22       | 16    | 2     | 0                | 0                | —                     | —                     | 16    | 2     |
| C. D. Leganés · España     | 2.ª           | 2022-23       | 40    | 1     | 1                | 0                | —                     | —                     | 41    | 1     |
| C. D. Leganés · España     | Total club    | Total club    | 56    | 3     | 1                | 0                | 0                     | 0                     | 57    | 3     |
| Asteras Tripolis · Grecia  | 1.ª           | 2023-24       | 1     | 0     | 0                | 0                | —                     | —                     | 1     | 0     |
| Asteras Tripolis · Grecia  | Total club    | Total club    | 1     | 0     | 0                | 0                | 0                     | 0                     | 1     | 0     |
| A. D. Alcorcón · España    | 2.ª           | 2023-24       | 16    | 1     | ―                | ―                | ―                     | ―                     | 16    | 1     |
| A. D. Alcorcón · España    | Total club    | Total club    | 16    | 1     | 0                | 0                | 0                     | 0                     | 16    | 1     |
| C. D. Eldense · España     | 2.ª           | 2024-25       | 15    | 1     | ―                | ―                | ―                     | ―                     | 15    | 1     |
| C. D. Eldense · España     | Total club    | Total club    | 15    | 1     | 0                | 0                | 0                     | 0                     | 15    | 1     |
| U. D. Ibiza · España       | 1.ª           | 2025-26       | 0     | 0     | 0                | 0                | —                     | —                     | 0     | 0     |
| U. D. Ibiza · España       | Total club    | Total club    | 0     | 0     | 0                | 0                | 0                     | 0                     | 0     | 0     |
| Total carrera              | Total carrera | Total carrera | 326   | 26    | 19               | 3                | 1                     | 0                     | 346   | 29    |
| 1. 2.                      |               |               |       |       |                  |                  |                       |                       |       |       |